# 曼瓦特
曼瓦特（Manwath），是印度马哈拉施特拉邦Parbhani县的一个城镇。总人口29218（2001年）。

## 人口
该地2001年总人口29218人，其中男性14892人，女性14326人；0—6岁人口4271人，其中男2188人，女2083人；识字率63.14%，其中男性为73.19%，女性为52.70%。